# Lukillios
Lukillios (I wiek n.e.) – grecki epigramatyk, autor satyrycznych i parodystycznych epigramów, z których ponad 100 zachowało się w Antologii Palatyńskiej.